# Marià Antoni Espinal i Armengol

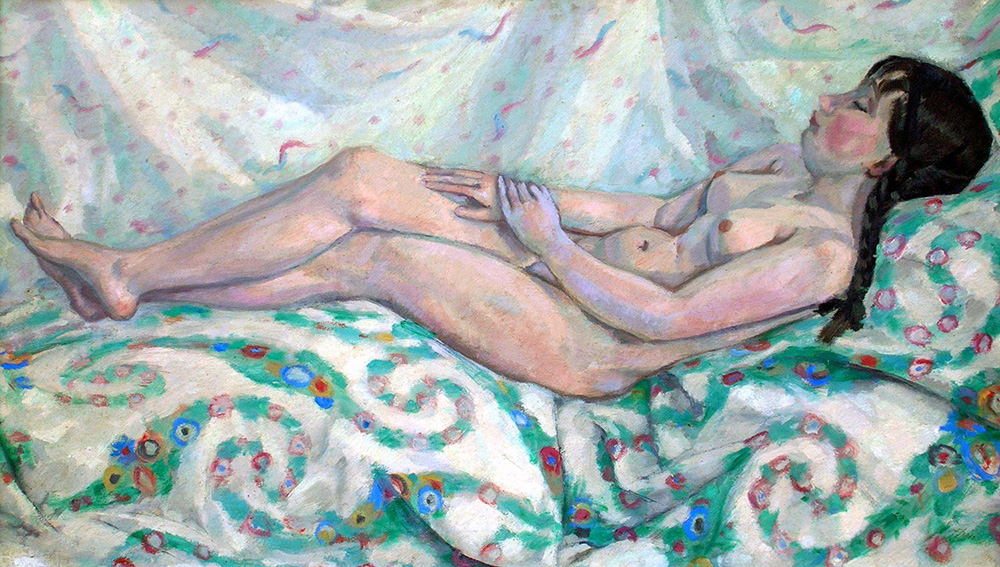
Nu, 1919 (cortesia de la família Espinal)

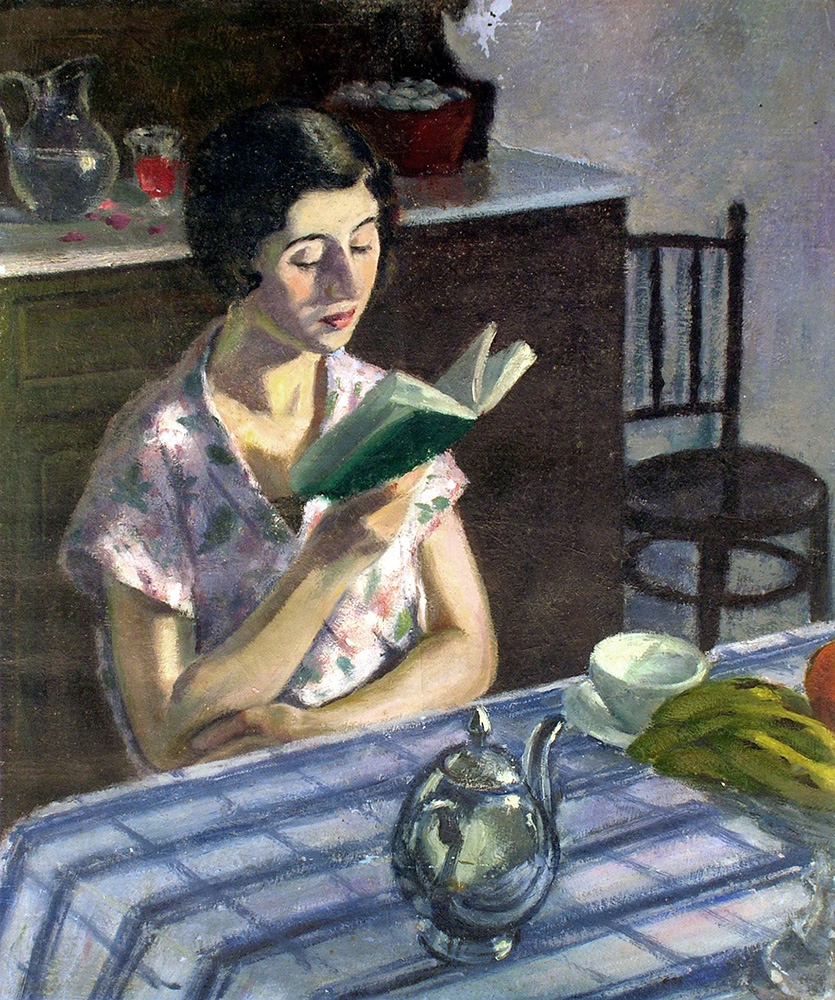
Maria llegint, 1924 (cortesia del Museu d'Art de Cerdanyola)

Marian Espinal i Armengol (Terrassa, 30 d'octubre de 1897 - Cunit, 15 d'agost de 1974) va ser un pintor, col·leccionista i empresari català.

## Biografia
Marian Espinal i Armengol va néixer en una família burgesa de la indústria tèxtil catalana, copropietaris de l'empresa Corbera y Espinal, situada a Barcelona tot i que la família era originària de Terrassa. Era el fill gran i únic noi de la família i les seves aspiracions artístiques no van ser ben vistes per la família, que confiava que ell continuaria en el negoci familiar. Es va formar a l'escola del pintor Francesc Galí i a l'Escola Superior dels Bells Oficis, on va desenvolupar treballs de tapisseria i vitralleria, alguns dels quals van ser reproduïts a La Veu de Catalunya el 9 d'abril de 1917 i el 26 d'agost de 1918.
Durant els anys de formació, Espinal va establir vincles amb artistes com ara Joan Miró, Lola Anglada, Enric C. Ricart, Lluís Mercadé o Josep Llorens Artigas. El 1917, Espinal va exposar per primera vegada a les Galeries Dalmau. L'any següent es va unir a l'Agrupació Courbet, formada per artistes com Torres-García, Llorens Artigas, Josep Obiols, Josep de Togores, Rafael Benet, Rafael Llimona i Benet i Francesc Domingo. Aquell mateix any, va participar al Saló de Primavera, al Saló de Tardor i al Cercle Artístic de Sant Lluc amb la resta de membres de l'Agrupació Courbet.
El 1919, Espinal es va traslladar a París, on va viure de manera intermitent fins al 1923 i on es va retrobar amb els seus amics Lluís Mercadé i Enric C. Ricart, i el març de l'any següent amb Joan Miró. El 1920, Espinal va participar en diverses exposicions, incloent-hi l'Exposició de Primavera amb Les Arts i els Artistes, i l'Exposició Oficial d'Art a Barcelona. El 1921 va exposar també a les Galeries Dalmau juntament amb altres artistes.
El 1923, Espinal es va establir novament a Barcelona i es va casar amb la pianista Maria Vancells i Barba, neboda del pintor Joaquim Vancells i cosina de Rafael Benet, qui havia presentat la parella durant una estada a Mura el 1916. Durant els anys següents, Espinal es va dedicar a la seva obra pictòrica. El 1925, Santiago Marco, president del Foment de les Arts Decoratives (FAD), va organitzar la participació catalana a l'Exposició Internacional de les Arts Decoratives i Industrials Modernes a París. Espinal, juntament amb Rafael Benet, va exposar les seves pintures en un dels pavellons assignats al Foment de les Arts Decoratives, dissenyat per l'arquitecte Pascual Bravo Sanfeliú. Aquell mateix any, Josep Francesc Ràfols li va dedicar un article a la Gaseta de les Arts en referència a les obres realitzades a París. El 1927, Espinal va realitzar una exposició individual a la Sala Parés, on va presentar una àmplia selecció de les pintures i els dibuixos realitzats els darrers anys a París i Barcelona.
Quan la seva carrera artística començava a consolidar-se, la mort del seu pare, el 1927, va portar Espinal a assumir responsabilitats en l'empresa familiar, la qual cosa va reduir la seva activitat artística. Va deixar la pintura professional i en el futur va pintar només per afició. A l'Exposició de Primavera del Saló de Montjuïc de 1932 es va incloure una obra seva, i la seva última exposició individual va fer-la el 1941 a la Llibreria Mediterràneo.
El 1952, Espinal va fundar, juntament amb Francesc Preses, l'Editorial Alma Mater. Sota la iniciativa del Dr. Marià Bassols de Climent, catedràtic de llatí de la Universitat de Barcelona, es va crear la Colección Hispánica de Autores Griegos y Latinos. El 1968, el projecte va ser transferit al CSIC, que va adquirir els fons editorials i va continuar publicant nous títols dins de la col·lecció Alma Mater.
Espinal va reunir al llarg de la seva vida una important col·lecció d'objectes artístics, destacant especialment un conjunt de taules i talles gòtiques i romàniques, incloent-hi obres de Pere Serra, Bartomeu Baró, Martín de Soria, Arnaut de Castellnou i Diego de la Cruz, entre d'altres. Durant la Guerra Civil, amb la fàbrica col·lectivitzada i sense ingressos, va haver de vendre's bona part de la seva col·lecció. Però és possible que el gruix més gran l'adquirís al llarg dels vint anys posteriors a la guerra, l'època en què la seva economia va ser més pròspera.  Actualment, vint-i-cinc pintures medievals que pertanyien a la seva col·lecció es conserven en el Museo de Bellas Artes de Bilbao, que els hi va comprar el 1959.
Marian Espinal va morir a la masia El Rectoret, de Cunit, el 15 d'agost de 1974.